# Кастелковати
Кастелковати (итал. Castelcovati) је насеље у Италији у округу Бреша, региону Ломбардија.
Према процени из 2011. у насељу је живело 6224 становника. Насеље се налази на надморској висини од 121 м.

## Становништво
| 1951. | 1961. | 1971. | 1981. | 1991. | 2001. | 2011. |
| ----- | ----- | ----- | ----- | ----- | ----- | ----- |
| 2.491 | 2.635 | 3.230 | 4.456 | 4.995 | 5.348 | 6.593 |